# Сіскок (Каліфорнія)
Сіскок (англ. Sisquoc) — переписна місцевість (CDP) в США, в окрузі Санта-Барбара штату Каліфорнія. Населення — 191 особа (2020).

## Географія
Сіскок розташований за координатами 34°51′43″ пн. ш. 120°17′40″ зх. д. / 34.86194° пн. ш. 120.29444° зх. д. (34.861817, -120.294395).  За даними Бюро перепису населення США в 2010 році переписна місцевість мала площу 5,79 км², з яких 5,78 км² — суходіл та 0,01 км² — водойми.

## Демографія
Згідно з переписом 2010 року, у переписній місцевості мешкали 183 особи в 69 домогосподарствах у складі 47 родин. Густота населення становила 32 особи/км².  Було 73 помешкання (13/км²).
Расовий склад населення:
| - 79,8 % — білих - 2,7 % — корінних американців - 1,6 % — азіатів - 4,9 % — осіб інших рас |

До двох чи більше рас належало 10,9 %. Частка іспаномовних становила 31,7 % від усіх жителів.
За віковим діапазоном населення розподілялося таким чином: 26,8 % — особи молодші 18 років, 63,9 % — особи у віці 18—64 років, 9,3 % — особи у віці 65 років та старші. Медіана віку мешканця становила 38,6 року. На 100 осіб жіночої статі у переписній місцевості припадало 108,0 чоловіків;  на 100 жінок у віці від 18 років та старших — 97,1 чоловіків також старших 18 років.
Середній дохід на одне домашнє господарство  становив 52 914 долари США (медіана — 44 500), а середній дохід на одну сім'ю — 58 548 доларів (медіана — 70 000). За межею бідності перебувало 9,3 % осіб, у тому числі 8,5 % дітей у віці до 18 років та 17,2 % осіб у віці 65 років та старших.
Цивільне працевлаштоване населення становило 91 осіб. Основні галузі зайнятості: освіта, охорона здоров'я та соціальна допомога — 30,8 %, будівництво — 28,6 %, роздрібна торгівля — 9,9 %, транспорт — 8,8 %.